# Vordorf
Vordorf är en kommun och ort i Landkreis Gifhorn i förbundslandet Niedersachsen i Tyskland. 
De tidigare kommunerna Eickhorst och Rethen uppgick i Vordorf 1 mars 1974.
Kommunen ingår i kommunalförbundet Samtgemeinde Papenteich tillsammans med ytterligare fem kommuner.